# Жан-П'єр Барійє-Дешам

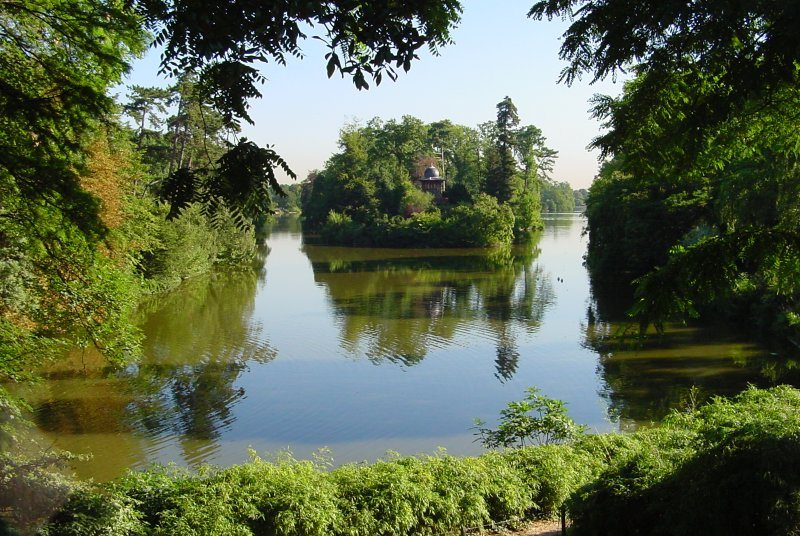
Пейзаж у Булонському лісі, створений Жаном-П'єром Барійє-Дешамом

Жан-П'єр Барійє-Дешам (фр. Jean-Pierre Barillet-Deschamps; 7 червня 1824 — 12 вересня 1873) — французький садівник та ландшафтний архітектор. Він був головним садівником Парижа під час правління імператора Наполеона III і відповідав за створення великих садів Другої французької імперії: Булонського Лісу, Венсенського лісу, Парку Монсурі, Парку Бютт-Шомон, перебудову Люксембурзького саду, а також багатьох менших паризьких парків та садів. Він також відповідав за посадку дерев уздовж нових бульварів Парижа. Його ландшафтні сади з озерами, звивистими доріжками, похилими галявинами, гаями екзотичних дерев та клумбами мали великий вплив на громадські парки по всій Європі та у Сполучених Штатах.

## Біографія
Барійє-Дешам народився у 1824 році в родині садівника. У 1841 році він отримав першу роботу, був наглядачем та вчителем у новому типі тюремної колонії під назвою «La Paternelle», заснованій поблизу Тура у 1839 році, де в’язні навчалися землеробству та садівництву. Звідти він переїхав до Бордо, де розпочав займатися садівництвом та познайомився із бароном Османом, тодішнім префектом департаменту Жиронда. Тоді ж він познайомився із Адольфом Альфаном, інженером-будівельником, який працював на Османа.
Коли імператор Наполеон III привіз Османа до Парижа на посаду нового префекта департаменту Сени, Осман викликав до Парижа і Альфана, і Барійє-Дешама. Імператор задумав створити великі нові парки навколо Парижа, щоб забезпечити зелені зони та відпочинок для швидко зростаючого населення міста. Він призначив Альфана головою нової служби Promenades et Plantations de Paris, а Альфан обрав Барійє-Дешама першим Головним садівником Парижа.

### Основні парки Парижа
Під керівництвом Альфана Барійє-Дешам створив пейзажі Булонського Лісу та Венсенського лісу, а згодом Люксембурзький сад, у такому вигляді як він є сьогодні; Парк Монсо, Парк Бютт-Шомон та Парк Монсурі. Масштаб проектів був гігантським: тільки для Булонського лісу він посадив 420 000 дерев та засіяв 273 гектари газонів, використовуючи 150 кілограмів насіння на гектар. Щоб мати саджанці дерев, кущів та квітів для посадки у парках він збудував сади та оранжереї. Він створив ще один сад у Петі-Брі, на березі річки Марна, спеціально для вирощування дерев для висаджування уздовж бульварів Парижа. У Венсенні, поблизу фортифікацій Парижа, він створив ще один сад спеціально для вирощування декоративних рослин.

### Розмноження рослин
У Пассі, неподалік від парку Ла-Мюетт, він побудував ще один комплекс оранжерей, названий Fleuriste de la Muette, спеціально для квітів та екзотичних рослин. Цей комплекс складався з тридцяти теплиць, освітлених газовим освітленням, у кожній зі своїми кліматичними умовами для різних видів рослин. Одна група теплиць була повністю заповнена тисячами фуксій, хризантем, канн, пеларгоній, вербен, кальцеолярій та агератумів. Індивідуальні теплиці були побудовані для вирощування пальм, фікусів, камелій, пасльонів, каладіумів та бегоній; теплиці з іншим мікрокліматом були для бананових дерев, гібіскусів, папоротей та інших вузькоспеціалізованих рослин. В оранжереях Fleuriste de la Muette було близько трьох мільйонів рослин, за якими доглядали біля сотні садівників.

### Обсаджування Паризьких вулиць деревами
На додаток до великих нових садів на околицях Парижа, Барійє-Дешам відповідав за посадку дерев вздовж новозбудованих алей. Канави шириною три метри та глибиною один метр були вириті вздовж обох боків кожного бульвару. Садівники використовували спеціально обладнані візки, кожен з яких віз по одному дереву. Візок із деревом ставили над ямою й обережно опускали на місце. Дерева походили із саду, який Барійє-Дешам створив вздовж Марни. Найчастіше використовуваними деревами були каштани та платани, яким барон Осман віддавав перевагу. Він бачив ряди платанів у Провансі, коли був префектом департаменту Вар, і захоплювався їхнім широким листям та тінню, яку вони створювали. До 1868 року Барійє-Дешам посадив 102 154 дерева вздовж паризьких бульварів.

## Міжнародні подорожі та смерть
Барійє-Дешам багато подорожував, він допомагав у проектуванні садів у Марселі, у Турині, у Бельгії, в Австрії, у Пруссії, у Туреччині та в Єгипті. У 1873 році він почав працювати над садом для хедива Єгипту, але захворів та повернувся до Франції, помер у Віші у віці п'ятидесяти років.

## Сади, створені Барійє-Дешамом

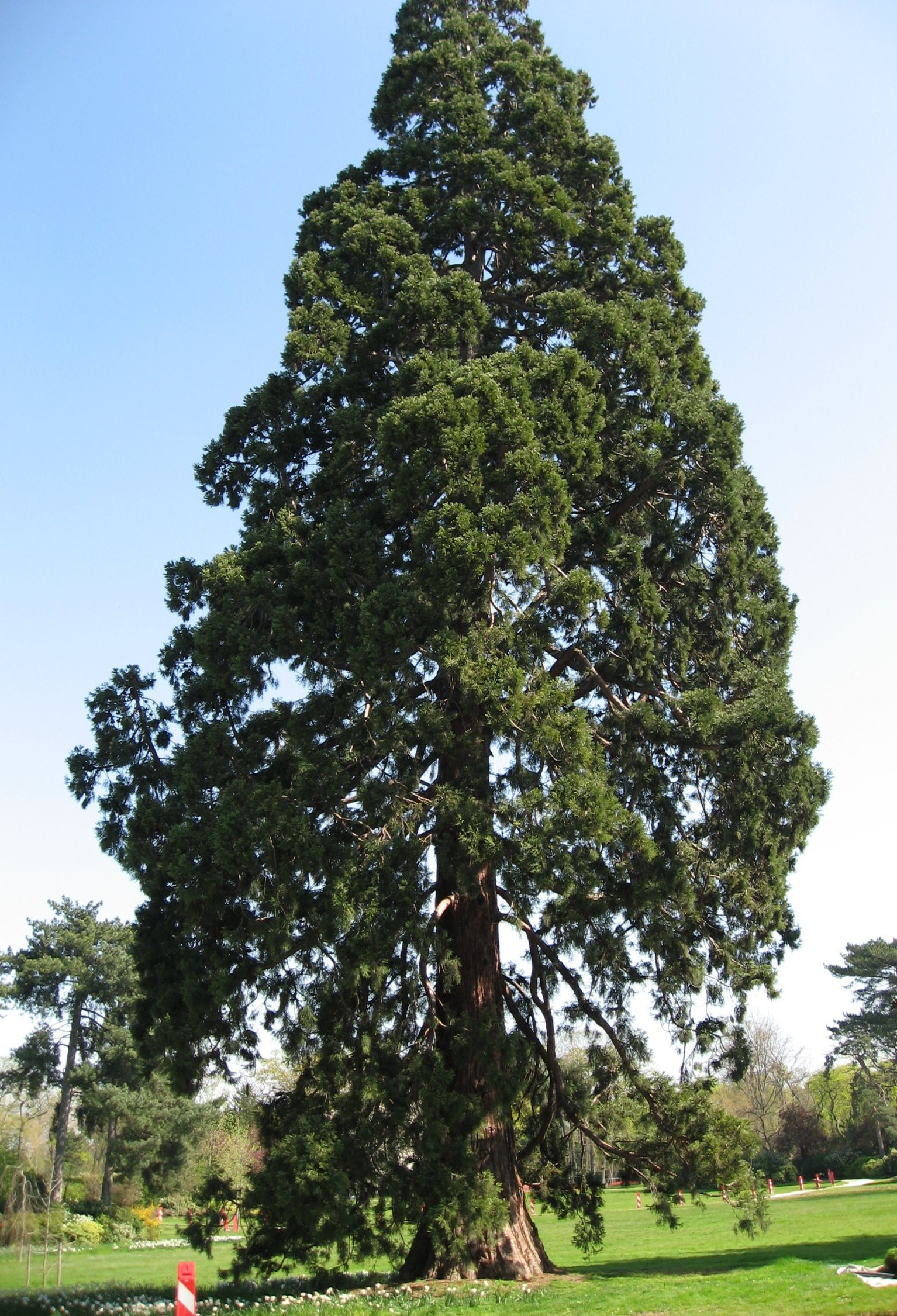
Гігантське дерево секвойї (Мамонтове дерево велетенське), висаджене в Булонському лісі (1852-1858).
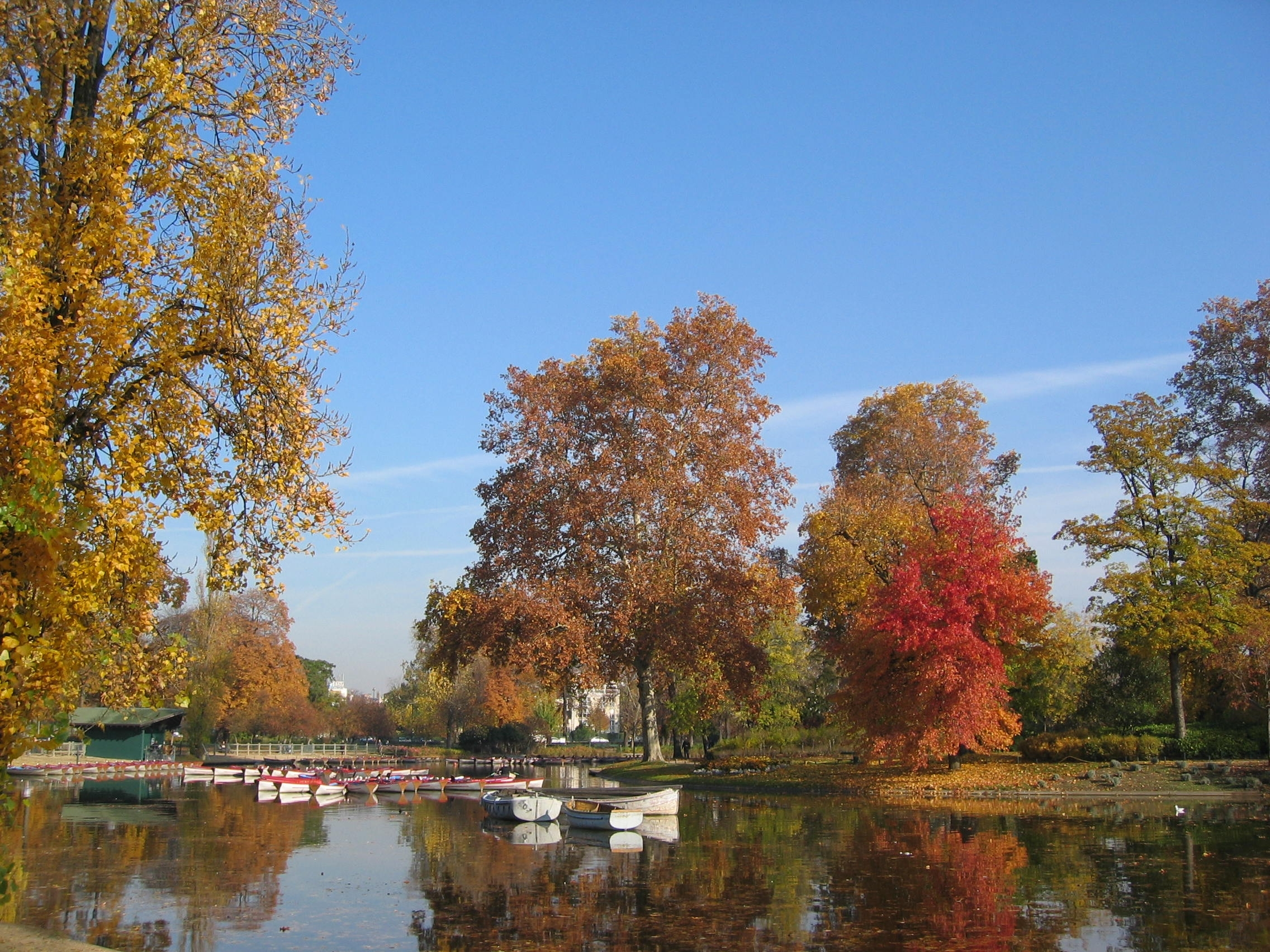
Венсенський ліс, (1855-1866)
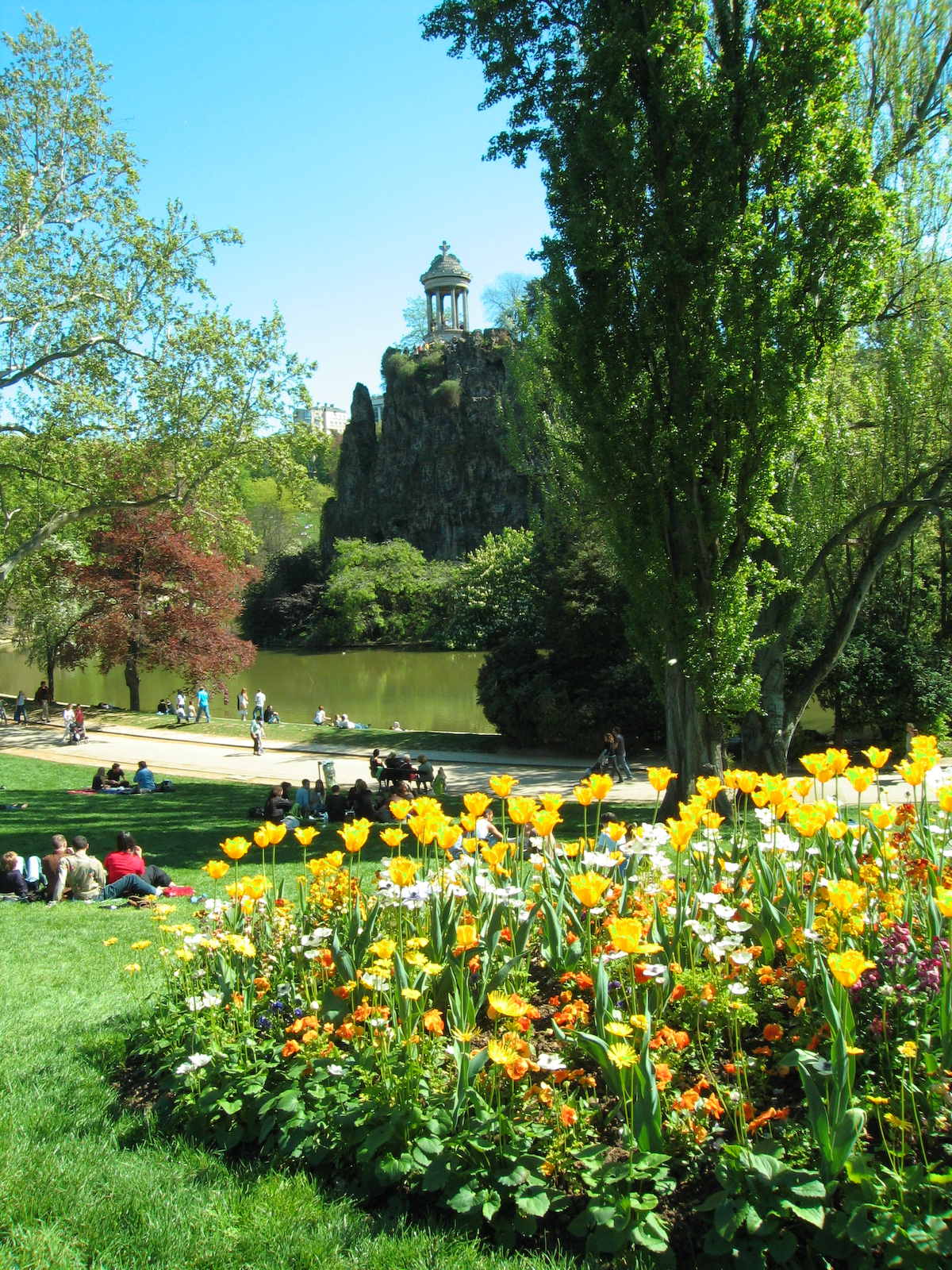
Парк Бютт-Шомон, (1864-1867)
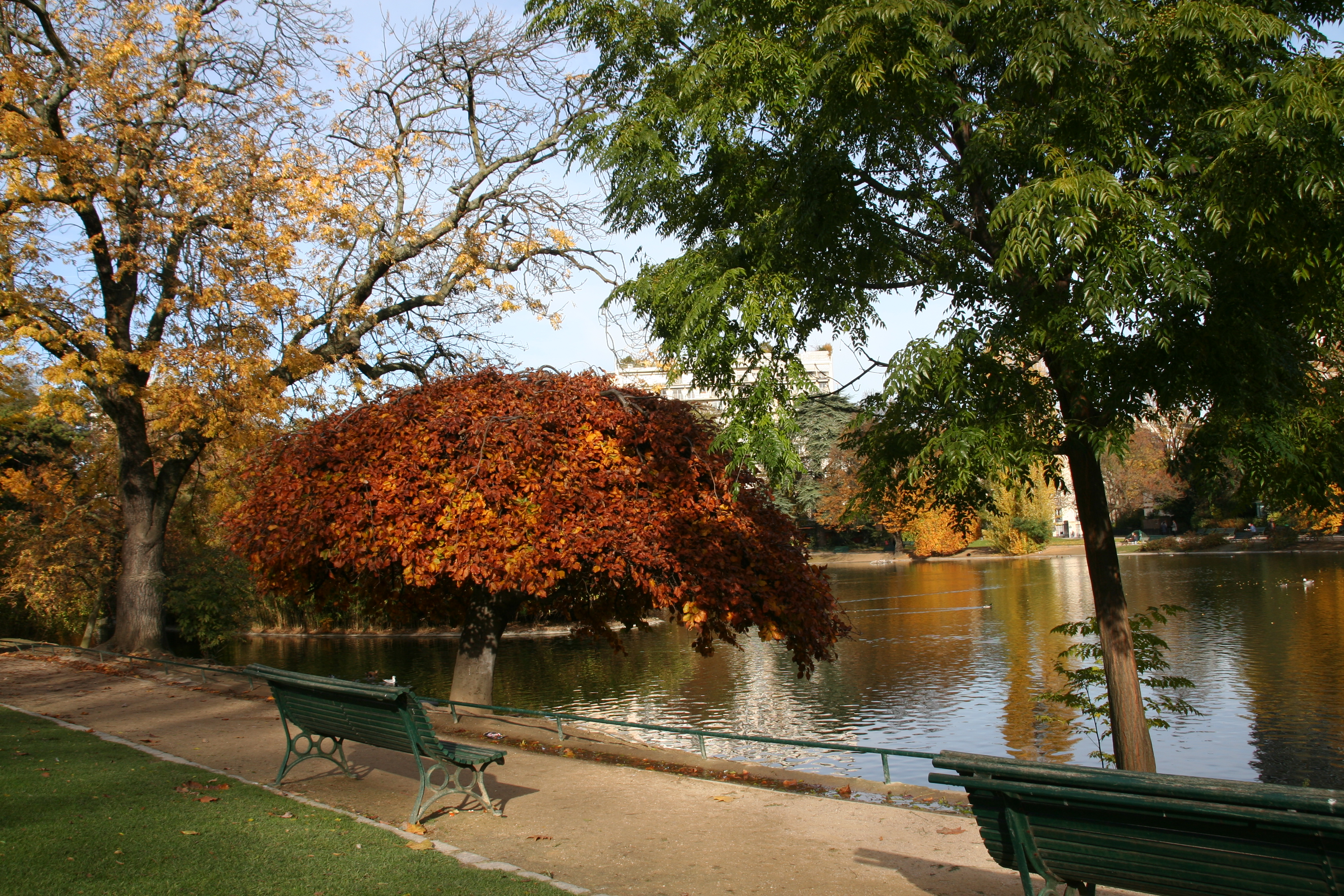
Плакучі буки в Парку Монсурі[en], (1867-1869)
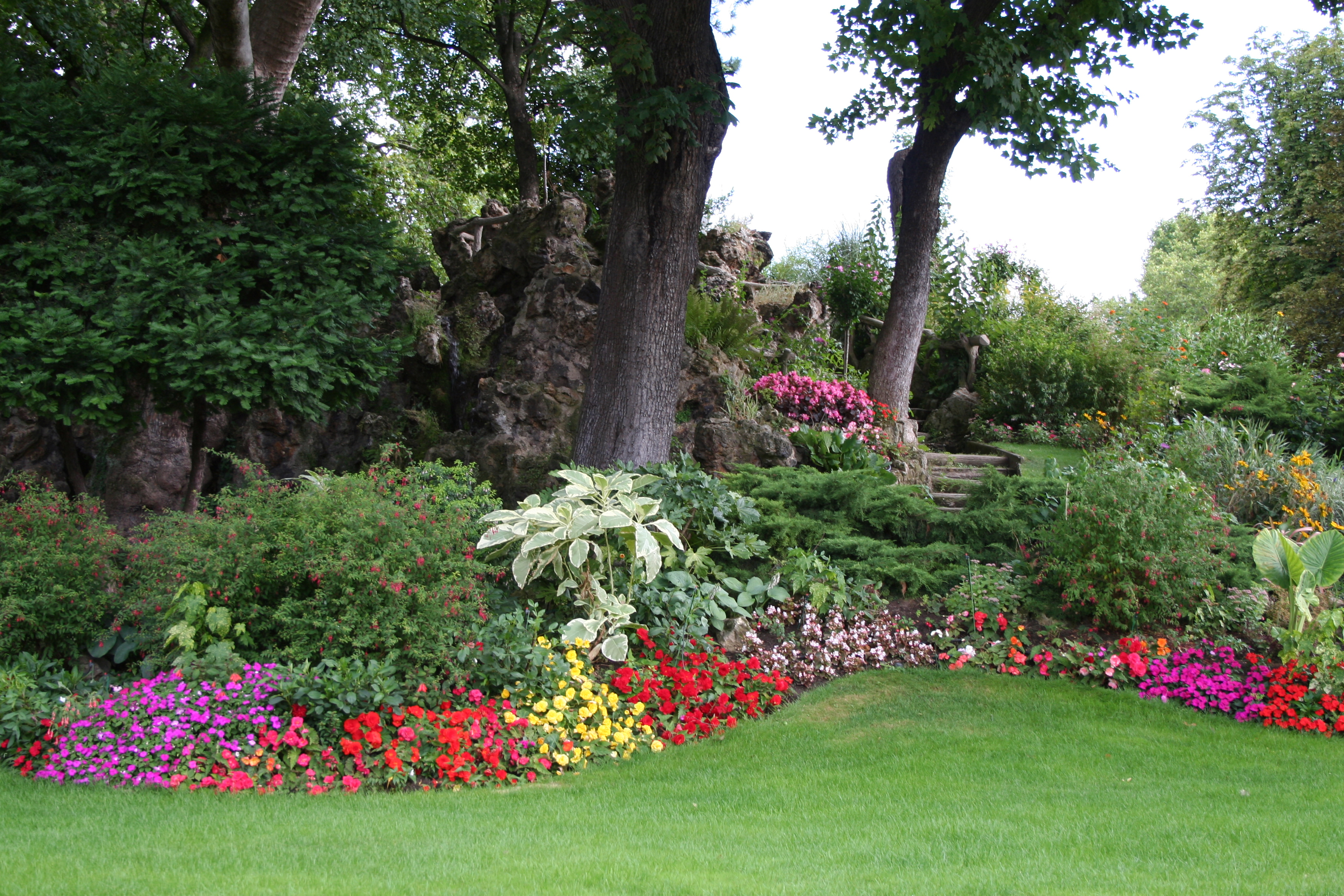
Клумби в Парку Монсурі[en], (1860-1861)
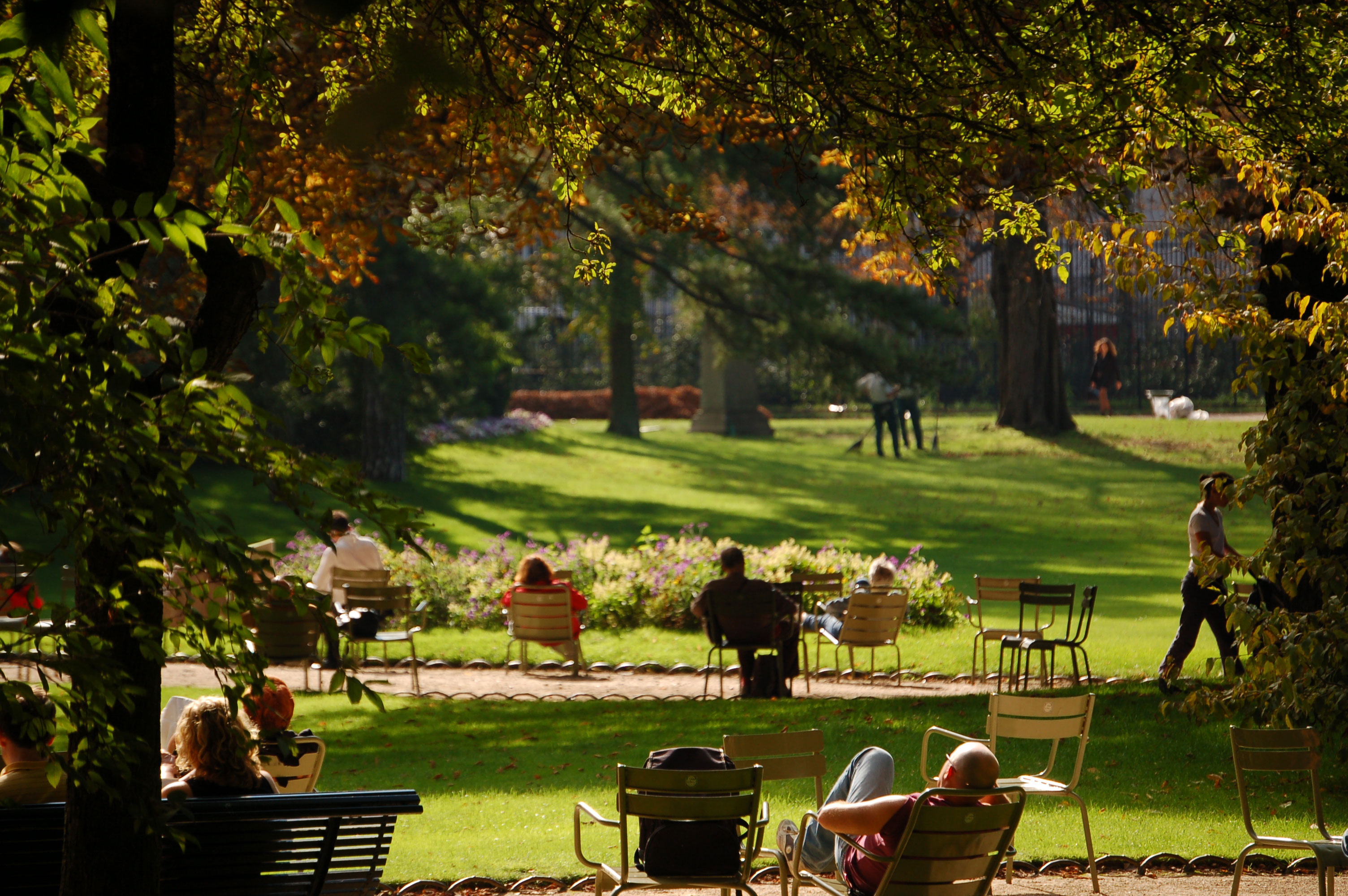
Велика частина Люксембурзького саду була перероблена Барійє-Дешамом у сад в англійському стилі (1865).
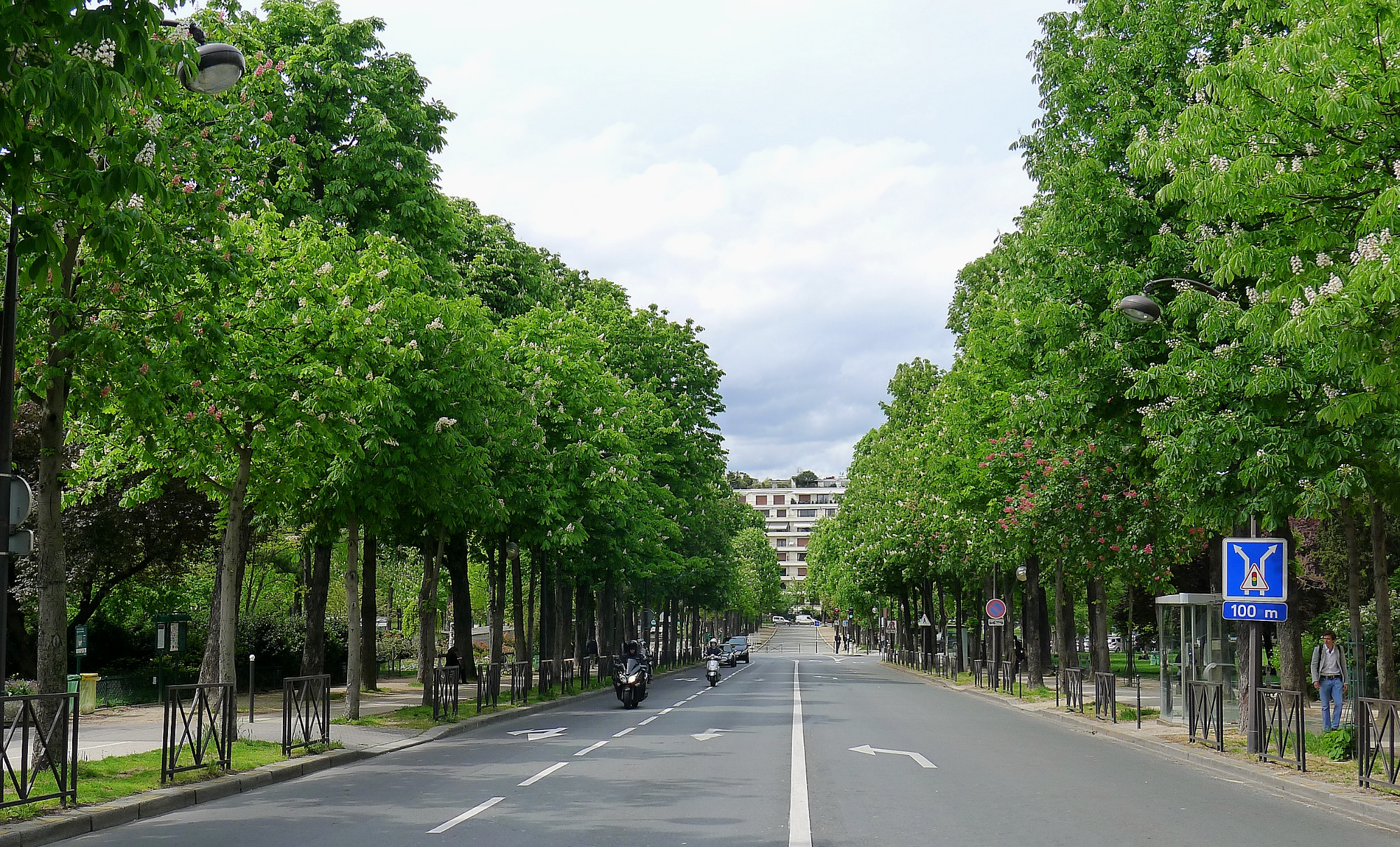
Chausée de la Muette в 16-му окрузі Парижа. У 1868 році Жан-П'єр Барійє-Дешам та його садівники висадили понад сто тисяч дерев уздовж нових бульварів Парижа.
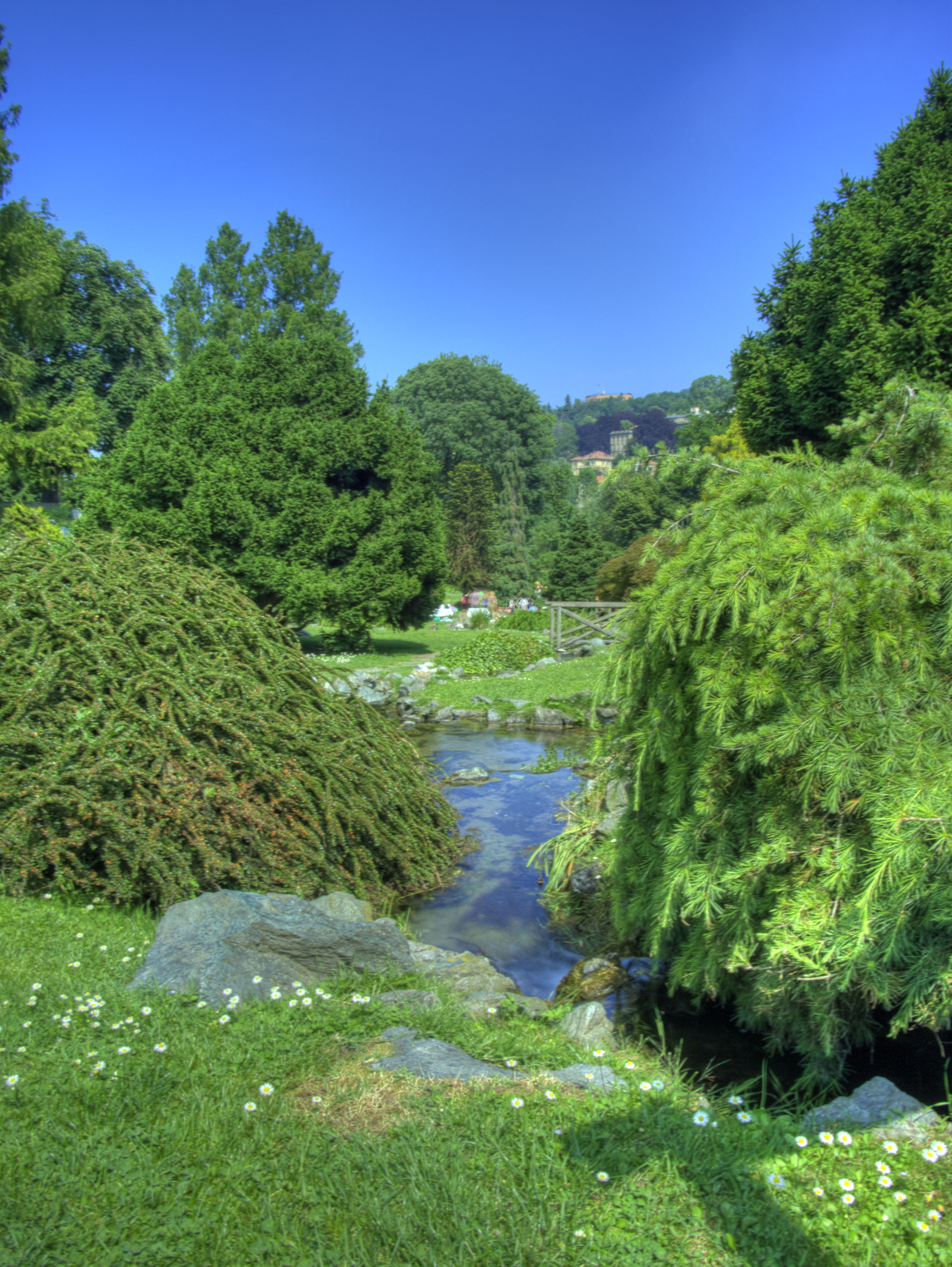
Парк Valentino у Турині, Італія.
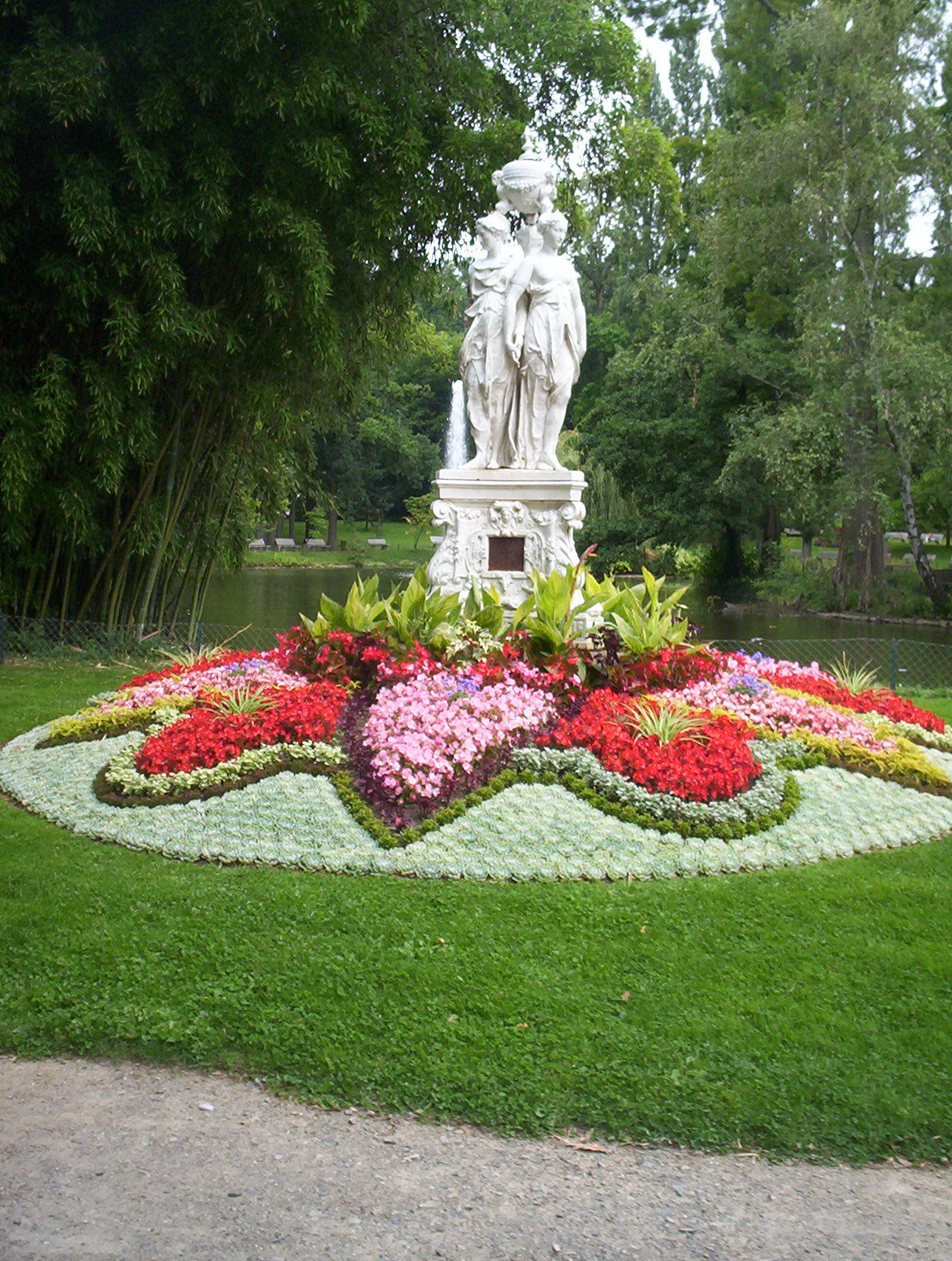
Jardin des Plantes у Ле-Мані (1865).
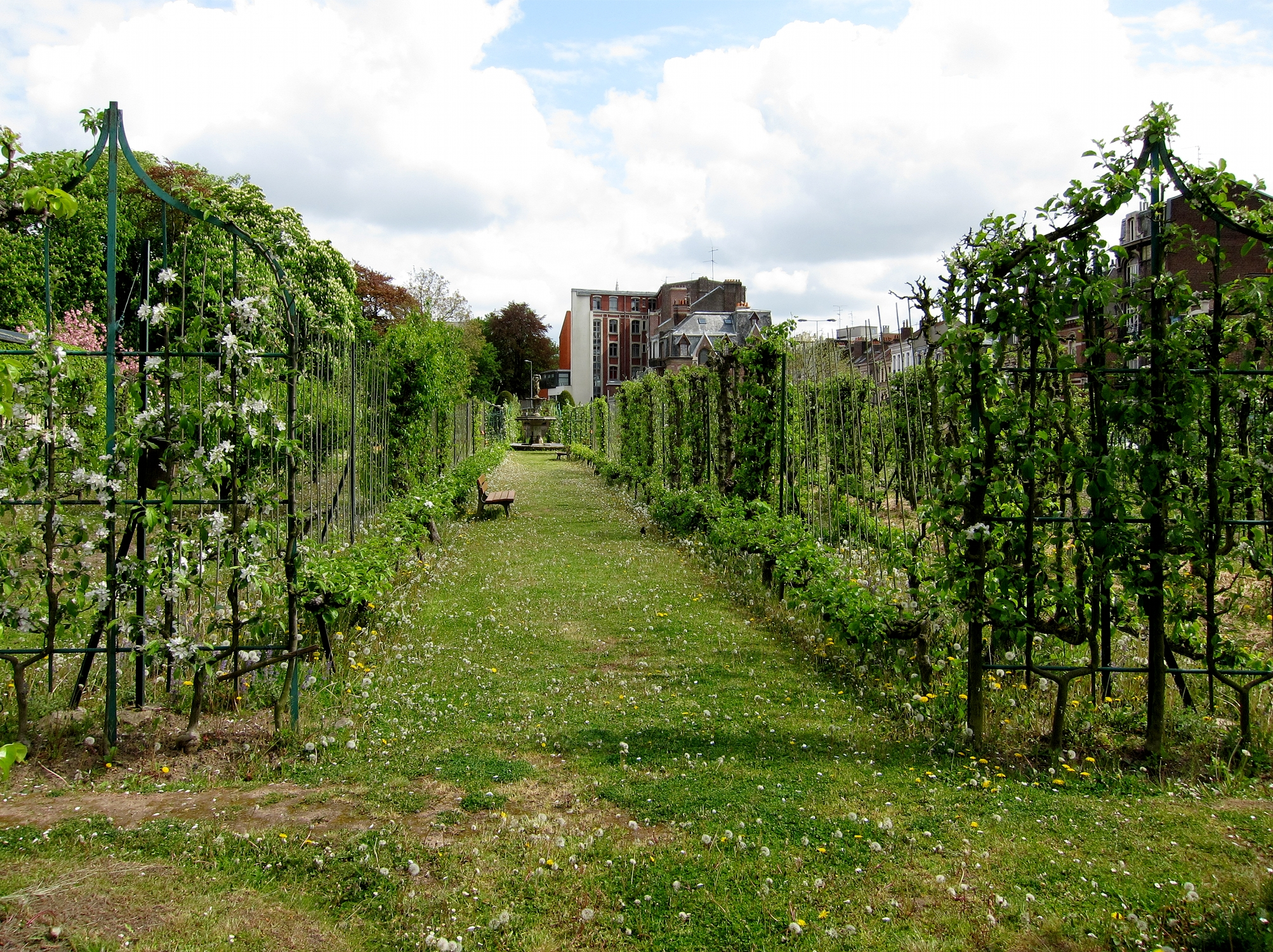
Розплідник дерев у саду Vauban у Ліллі. (1863).

## Правила озеленення Барійє-Дешама
Барійє-Дешам не писав офіційних трактатів про садово-паркове мистецтво, але у листуванні він описав свій метод та основні принципи закладки парку:
«По-перше, вивчіть рельєф ділянки. Природні варіації рельєфу, якщо вони значні, є основними елементами для вивчення»
«Рослини складають головний елемент композиції. Найрідкісніші рослини розмістіть так, щоб їх було добре видно»
«Дерева потрібно розташувати відповідно до їхньої форми та кольору, щоб акцентувати вигляд»
«Квіти потрібно розміщувати масивами, які добре видно, поблизу будь-яких житлових приміщень. Бажано приділити увагу тим видам, які поширені в регіоні, де вони висаджені»
«Природа створює основні лінії, але рослинність не повинна суворо слідувати законам природи. Людське втручання залишається ясним. Контури маси рослин повинні бути обмежені чіткими лініями, які нагадують еліптичні форми»
«Ставки та струмки є невід’ємними елементами великого саду. Русло струмка, розміщення ставків, водоспадів та скель має відповідати ландшафту та виглядати якомога природніше. Загальний принцип — зберегти зовнішній вигляд природи, не будучи точною копією»
«Сад — це витвір мистецтва, де скульптура та архітектура займають важливе місце»
«Після того, як пейзаж виліплений та рослини висаджені, тоді створюються алеї та доріжки»
«Мережа алей має бути концентричною. Найвіддаленіші стежки мають завжди вести відвідувача до центральних частин або до житлових приміщень. Вигини та зміни напрямків мають бути пологими та виправданими природними перешкодами. Алея має вести до місця призначення найбільш зручним та приємним маршрутом. Шлях також має бути максимально прихований, і потрібно бачити лише ту частину шляху, по якій йдеш. Для цього шлях має бути трохи заглиблений, щоб зникнути в загальному рельєфі газонів».

## Вшанування пам'яті
- Алея в саду Jardin d'acclimatation в Парижі носить його ім'я.
- Його ім'я носить будинок у Меттре (колишня Метррейська сільськогосподарсько-виправна колонія).

## Нагороди
- Лицар ордену Почесного легіону за указом від 14 серпня 1865 року
- Кавалер Ордену Леопольда I
- Кавалер Ордену Корони (Пруссія)